# Jo Visdal

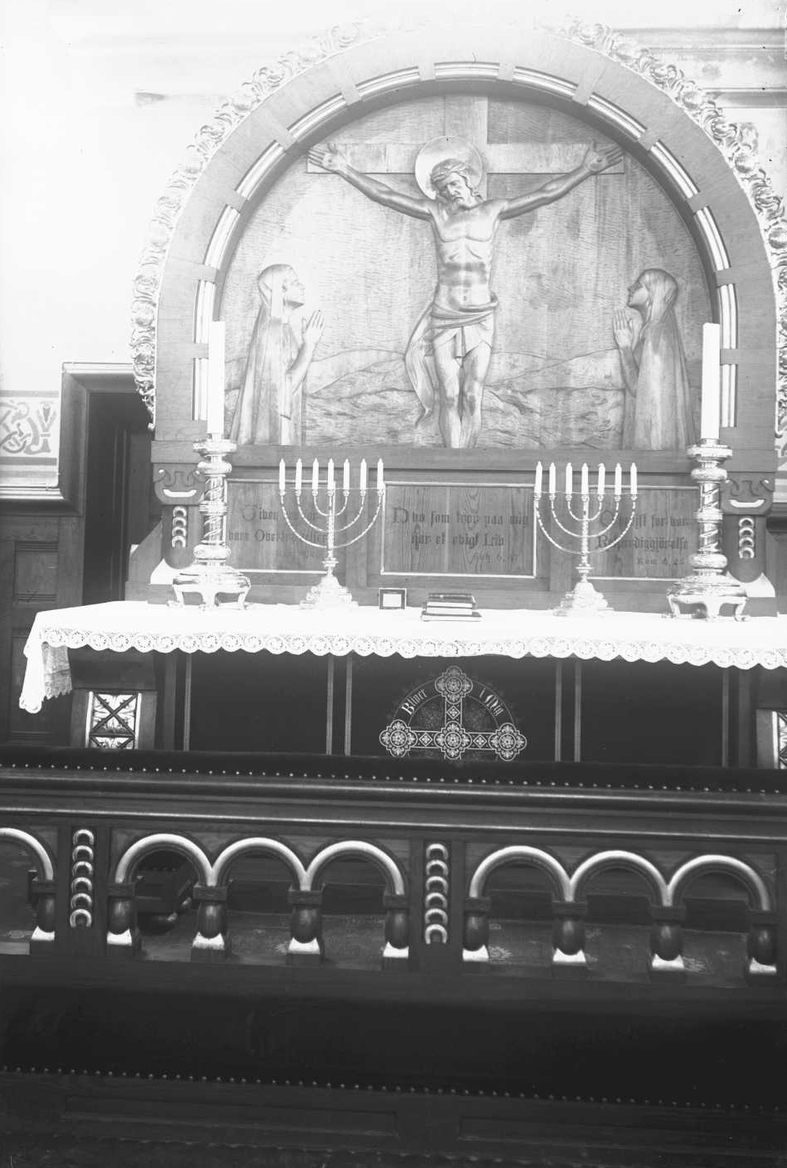
Jo Visdals altartavla i Fagerborgskyrkan.

Jo Visdal, född den 2 november 1861 i Vaage, Gudbrandsdalen, död den 26 december 1923, var en norsk skulptör.
Visdal kom till Kristiania 1880, var där i lära hos en möbelsnickare och tecknade i den kongelige tegneskoles aftonkurs, utställde 1883 en byst och reste 1888 med stipendium till Paris, där han studerade teckning för Bonnat, Roll och Puvis de Chavannes. Visdal ägnade sig huvudsakligen åt porträttskulptur. Bland porträttbyster märks språkmannen Knud Knudsen (1888, marmor), skådespelerskan Sofie Parelius (1904, båda i Nationaltheatrets foajé), amtman Jørgen Aall (1889, vid Løveids sluss i Telemarkskanalen), doktor Gerhard Henrik Armauer Hansen (1900, i museiparken i Bergen), Henrik Ibsen (1903, i Skien), dessutom statsministrarna Anton Qvam och Christian Michelsen, Bjørnstjerne Bjørnson med flera. Visdal utförde 1904 en altartavla, Korsfästelsen, i högrelief i Fagerborgskyrkan i Kristiania.